# Antho frondifera
Antho frondifera är en svampdjursart som först beskrevs av Jean-Baptiste Lamarck 1814.  Antho frondifera ingår i släktet Antho och familjen Microcionidae. Inga underarter finns listade i Catalogue of Life.